# Districte d'An Oriant

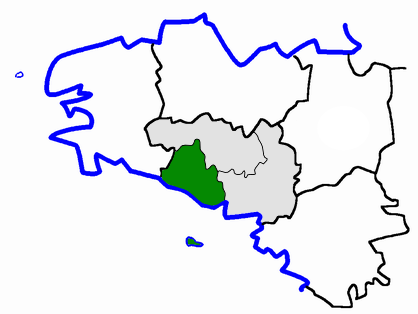
Districte de An Oriant

El districte d'An Oriant (bretó Arondisamant an Oriant) és un dels tres districtes amb què es divideix el departament francès d'Ar Mor-Bihan, a la regió de la Bretanya. Té 15 cantons i 60 municipis. El cap del districte és la sotsprefectura d'An Oriant.

## Categoria
cantó d'Auray - cantó de Belle-Île - cantó de Belz - cantó de Groix - cantó d'Hennebont - cantó de Lanester - cantó d'An Oriant-Centre - cantó d'An Oriant-Nord - cantó d'An Oriant-Sud - cantó de Ploemeur - cantó de Plouay - cantó de Pluvigner - cantó de Pont-Scorff - cantó de Port-Louis - cantó de Quiberon